# وو شیائوشوان
وو شیائوشوان (چینی: 吴小旋؛ زادهٔ ۲۰ ژانویهٔ ۱۹۵۸) تیرانداز اهل چین است.